# Sponsor kerremansi
Sponsor kerremansi es una especie de escarabajo del género Sponsor, familia Buprestidae. Fue descrita científicamente por Théry en 1905.

## Distribución
Habita en la región afrotropical.